# Czerwony Staw Pańszczycki
Czerwony Staw Pańszczycki nebo jen Czerwony Staw je pleso v polské části Vysokých Tater. Leží v Dolině Pańszczyce. Má rozlohu 0,2990 ha. Je 108 m dlouhé a 46 m široké. Dosahuje maximální hloubky 0,9 m. Má objem 1160 m³. Leží v nadmořské výšce 1654 m.

## Okolí
Jezero se při nízkém stavu vody dělí na dvě samostatné vodní plochy a při vyšším stavu vody se naopak vytvářejí ještě dvě menší vodní plochy severovýchodně od hlavního jezera a bývá pak označováno v množném čísle jako Çzerwone Stawki (3). Jižně od plesa se zvedají svahy Małe Kopky a na jihovýchodě se nad plesem tyčí dvoutisícovka Żółta Turnia. Ma východní straně se táhne hřeben Zadni Uplaz a na východní Koszysta.

## Vodní režim
Jezero nemá pravidelný povrchový přítok ani odtok, při vyšším stavu vody se objevuje na jihovýchodě krátký přítok. Červenou barvu vody, která dala jezeru i název, způsobují sinice pleurocapsa aurantiaca. Rozměry jezera v průběhu času zachycuje tabulka:
| Rok  | Měření prováděl | Rozloha ha | Délka m | Šířka m | Hloubka max.m | Objem m³ |
| ---- | --------------- | ---------- | ------- | ------- | ------------- | -------- |
| —    | WET             | 0,30       | 108     | 46      | 0,9           | —        |
| 2005 | Gregor, Pacl    | 0,2990     | —       | —       | 0,9           | 1 160    |

## Přístup
Po jihozápadním břehu plesa vede žlutá turistická značka z Doliny Gąsienicové na sedlo Krzyżne. K plesu se lze dostat:
- po žluté turistické značce od Murowance (1:10 hodiny).